# Eduardo Vargas
Eduardo Jesús Vargas Rojas (Santiago, 20. studenoga 1989.) čileanski je nogometaš koji igra na poziciji napadača. Trenutačno igra za čileanski klub Audax Italiano.

## Klupska karijera
Profesionalnu karijeru je započeo 2006. godine u čileanskom nogometnom klubu Cobreloa gdje je nastupao i za juniorske sastave. Na početku sezone 2010. prelazi u Universidad de Chile, gdje nastupa uz najboljeg čileanskog reprezentativnog strijelca svih vremena Marcela Salasa.

## Vanjske poveznice
- (šp.) Eduardo Vargas na soccerway.com
- (šp.) Eduardo Vargas na footballdatabase.eu